# Isidor Levin

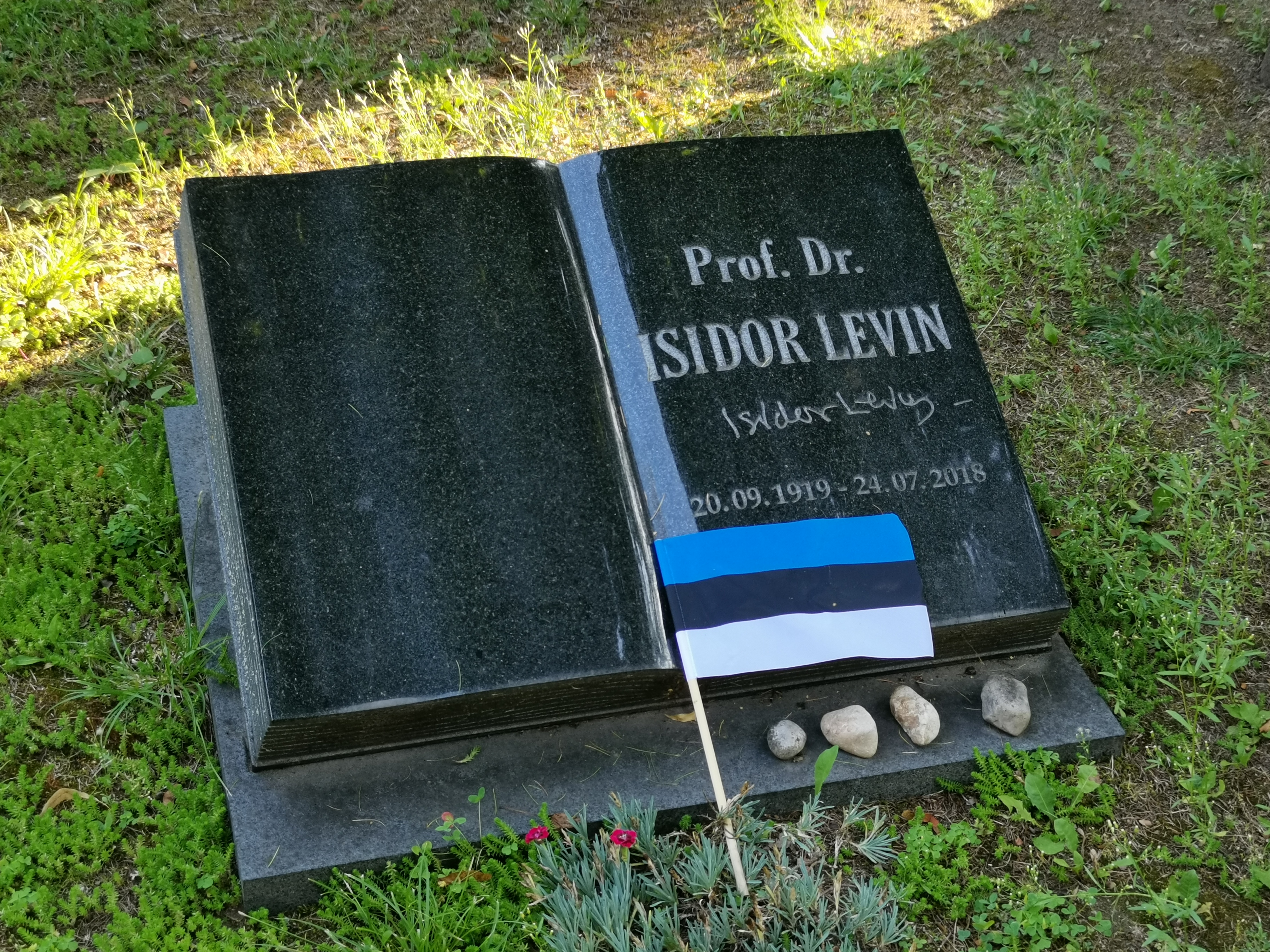
Grab auf dem Friedhof Tartu (Raadi kalmistu)

Isidor Levin (* 20. September 1919 in Daugavpils, Lettische SPR; † 24. Juli 2018 in Hamburg) war ein estnischer Volkskundler, Erzählforscher und Theologe.

## Werdegang
Isidor Levin studierte zwischen 1937 und 1941 estnische und vergleichende Folklore bei Walter Anderson und Oskar Loorits sowie Judaistik, Semitistik, Religionsgeschichte und Bibelwissenschaft an der Universität Tartu.
Er wohnte in dieser Zeit bei seinem Kollegen Uku Masing und dessen Frau Eha zur Untermiete und überlebte dank deren Unterstützung den Einmarsch der deutschen Truppen und die ersten Zwangsmaßnahmen gegen Juden. Uku und Eha Masing erhielten dafür von Yad Vashem den Titel Gerechte unter den Völkern. Am 16. März 1942 wurde Levin dann bei einer Razzia des Sicherheitsdienstes verhaftet. Zwischen 1942 und 1945 wurde Levin in Gefängnissen und verschiedenen Konzentrationslagern, zuletzt im KZ Stutthof, gefangengehalten. Zurück in Tartu geriet er erneut in Haft, diesmal in sowjetische, wurde aber nach acht Monaten Untersuchungshaft freigesprochen.
1947 bestand er die Kandidatenprüfung für vergleichende Folkloristik. Von 1952 bis 1955 studierte er russische Sprache und Literatur an der Pädagogischen Hochschule in Leningrad und absolvierte anschließend eine Aspirantur im Fernstudium. Im darauffolgenden Jahr wurde er Dozent für Deutsche Volkskunde am Leningrader Lehrstuhl für Germanistik.
1967 habilitierte er sich mit einer Untersuchung über den Etana-Mythos am Institut für Orientalistik der Akademie der Wissenschaften in Moskau. Zwischen 1966 und 1984 war er im Auftrag der Akademie der Wissenschaften Tadschikistans Leiter eines Forschungsteams in Duschanbe, ab 1970 auch im Auftrag der Akademie der Wissenschaften Armeniens in Jerewan, mit dem Ziel, die volkskundlichen Archive zu ordnen, ein großes Korpuswerk zu erstellen sowie einheimische Forscher auszubilden.
Isidor Levin war Professor Emeritus an den Universitäten von Sankt Petersburg, Jerewan und Duschanbe. Er zählte zu den Gründungsmitgliedern der International Society for Folk Narrative Research (ISFNR) und war Ehrenmitglied der Folklore Fellows. Levin starb im Juli 2018 im Alter von 98 Jahren.

## Preise und Auszeichnungen
- 1987 Premio Pitrè des Centro internazionale di Etnostoria in Palermo
- 1989 Europäischer Märchenpreis der Märchen-Stiftung Walter Kahn
- 2001 Orden des weißen Sterns (IV. Klasse)
- 2004 Friedrich-Gundolf-Preis für die Vermittlung deutscher Kultur im Ausland der Deutschen Akademie für Sprache und Dichtung

## Publikationen
- Etana. Die keilschriftlichen Belege einer Erzählung. In: Fabula, Jg. 8 (1966), S. 1–63.
- Märchen aus dem Kaukasus. Herausgegeben von Isidor Levin. Übersetzt von Gisela Schenkowitz. Düsseldorf 1978 (Die Märchen der Weltliteratur).
- Armenische Märchen. Herausgegeben von Isidor Levin in Verbindung mit Uku Masing. Übersetzt von Gisela Schenkowitz. Düsseldorf 1982 (Die Märchen der Weltliteratur).
- Zarensohn am Feuerfluss. Russische Märchen von der Weißmeerküste. Herausgegeben von Isidor Levin. Aus dem Russischen übersetzt von Gisela Schenkowitz. Kassel 1984 (Das Gesicht der Völker; 50).
- Märchen vom Dach der Welt. Überlieferungen der Pamir-Völker. Herausgegeben von Isidor Levin. Übersetzt von Gisela Schenkowitz. Köln 1986 (Die Märchen der Weltliteratur).
- Märchen und Juden. In: Märchenspiegel, Heft 2/1998 (5 Seiten).